# Никола Вукићевић
Никола Вукићевић (Сомбор, 20. новембар 1830 — Сомбор, 8. новембар 1910) био је српски педагог, директор Учитељске школе у Сомбору.

## Биографија
Знаменити педагошки радник XIX века, Никола Вукићевић, рођен је у Сомбору 8/20. новембра 1830. године. После завршене класичне гимназије у Сегедину почео је да студира филозофију, али је због болести напустио студије. Године 1853. постављен је за главног учитеља Сомборске учитељске школе и пола века провео у овој школи, прво као наставник педагошких предмета, а од 1871. године као директор школе, све до пензионисања 1904. године. Истовремено, Вукићевић је био и управитељ Српске више девојачке школе и управитељ свих сомборских основних школа, а после смрти Ђорђа Натошевића преузео је и дужност школског референта Митрополије Карловачке. Иако није био школовани педагог, Вукићевић се кроз педагошку праксу и самообразовање развио у врсног школског организатора, педагога и наставника практичара-методичара.
Као професор и руководилац Учитељске школе, много је дипринео да је ова школа, као најистакнутија и најутицајнија школа за спремање учитеља, била педагошки центар и носилац развитка педагошке теорије и праксе. Пуних педесет година Сомборска препарандија развијала се по Вукићевићевој педагошкој концепцији и друштвено-политичкој оријентацији. Вукићевић је написао више уџбника за основне школе, педагошких расправа ичланака, које је највише објављивао у Школском листу, чији је он, од 1866. до 1907. годице, био и уредник. Овај лист је одиграо значајну улогу на унапређењу педагошке теорије и праксе и био полузваничан лист српске просвете у Угарској. Лист је документована илустрација просветних прилика оног времена и богата ризница грађе за историју српског школства и просвете. Од 1866. до 1868. године урђеивао је и издаво лист Пријатељ српске младежи а сарађивао је и у другим листовима. Умро је у Сомбору 8. новембра 1910. године. У његову част једна сомборска основна школа носи његово име.
Био је дописни члан Српског ученог друштва и почасни члан Српске краљевске академије.
По њему је названа Улица Николе Вукићевића (Сомбор).